# Хотув (Свентокшиське воєводство)
Хотув (пол. Chotów) — село в Польщі, у гміні Красоцин Влощовського повіту Свентокшиського воєводства.
Населення — 192 особи (2011).
У 1975-1998 роках село належало до Келецького воєводства.

## Демографія
Демографічна структура на день 31 березня 2011 року:
|          | Загалом | Допрацездатний вік | Працездатний вік | Постпрацездатний вік |
| -------- | ------- | ------------------ | ---------------- | -------------------- |
| Чоловіки | 99      | 28                 | 60               | 11                   |
| Жінки    | 93      | 25                 | 43               | 25                   |
| Разом    | 192     | 53                 | 103              | 36                   |